# Tomáš Demel
Tomáš Demel (ur. 26 czerwca 1978 w Nowym Jiczynie) – czeski hokeista.

## Kariera
- HC Vsetín (1997–1999)
- HK Spišská Nová Ves (1999–2000)
- HC Vsetín (2000)
- Znojemští Orli (2000)
- HC Šumperk (2000)
- Ytong Brno (2000–2001)
- HC Vsetín (2001–2006)
- Łada Togliatti (2006–2007)
- Znojemští Orli (2007–2009)
- Slovan Bratysława (2009–2011)
- BK Mladá Boleslav (2011–2014)
- HC Jablonec nad Nisou (2014)
- MsHK Žilina (2014–2015)
- HC Jablonec nad Nisou (2018)